# 6462 Мьоґі
6462 Мьоґі (6462 Myougi) — астероїд головного поясу, відкритий 9 січня 1994 року.
Тіссеранів параметр щодо Юпітера — 3,127.
Названо на честь Мьоґі (яп. みょうぎ(妙義) мьо:ґі)